# Labyrinth of Flames
Labyrinth of Flames (炎のらびりんす, Honō no rabirinsu) est un anime composé de deux original video animation réalisé par Katsuhiko Nishijima et distribué en version française par Kazé.

## Synopsis
Natsu est la descendante de la famille Aoi, son père veut qu'elle épouse Datenoshin, mais cette dernière rêve de se marier avec Garan, un jeune homme excentrique qui rêve de devenir un samouraï. Natsu décide alors d'inviter Garan chez elle pour le présenter à son père. Elle décide de l'attirer chez elle en lui donnant une dague, et elle lui explique que chez elle il y a beaucoup de sabres de samouraï…

## Personnages principaux
- Galan
- Carrie
- Nastassja
- Shigemitsu
- Datenoshin
- Kasumi
- Natsu
- Shinka

## Fiche technique
- Réalisation : Katsuhiko Nishijima
- Character design : Noriyasu Yamauchi, Yoko Kikuchi
- Directeur artistique : Kazuo Ogura
- Directeur de l'animation : Noriyasu Yamauchi
- Musique : Kōichi Fujino
- Animation : Studio Fantasia
- Licence française : Kazé
- Nombre d'épisodes : 2
- Date de sortie au Japon : 2000
- Date de sortie en France : 2002